# جوزيف ماسكولو
جوزيف ماسكولو (بالإنجليزية: Joseph Mascolo)‏‏ (13 مارس 1929 - 8 ديسمبر 2016) هو موسيقي وممثل مسلسلات أمريكي. اشتهر بتمثيله دور ستيفانو دايميرا الشرير في مسلسل أيام حياتنا على قناة هيئة الإذاعة الوطنية منذ سنة 1982.

## روابط خارجية
- جوزيف ماسكولو على موقع IMDb (الإنجليزية)
- جوزيف ماسكولو على موقع ألو سيني (الفرنسية)
- جوزيف ماسكولو على موقع قاعدة بيانات برودواي على الإنترنت (الإنجليزية)
- جوزيف ماسكولو على موقع قاعدة بيانات برودواي على الإنترنت (الإنجليزية)
- جوزيف ماسكولو على موقع قاعدة بيانات الأفلام السويدية (السويدية)
- جوزيف ماسكولو على موقع قاعدة بيانات الفيلم (الإنجليزية)
- جوزيف ماسكولو على موقع كينوبويسك (الروسية)